# 서울역사편찬원
서울역사편찬원(서울歷史編纂院)는 서울특별시 역사자료의 수집, 조사와 연구 및 편찬에 관한 사항을 분장하는 서울특별시청의 사업소이다. 원장은 지방학예연구관으로 보하되, 지방임기제공무원으로 보할 수 있다.

## 설치 근거 및 소관 사무

### 설치 근거
- 「서울특별시 행정기구 설치조례」 제89조제1항[2]

### 소관 사무
- 시사의 편찬, 발간 및 사료의 조사연구
- 시사발간을 통한 시정홍보 및 서울문화의 계승발전
- 시사편찬위원회의 운영 및 관리
- 시정 각 분야의 자료수집 및 체계적 정리보존
- 시민을 위한 서울 역사 교육

## 연혁
- 1949년 6월: 서울특별시 시사편찬위원회 설치.
- 1980년 1월: 서울특별시공무원교육원 내로 청사 이전.
- 1988년 4월: 연희동으로 청사 이전.
- 2003년 11월: 현 청사로 이전.
- 2015년 1월 1일: 서울역사편찬원으로 개편.[3]

## 조직

### 원장
- 시사편찬과[4][5]